# پدی اونیل
پدی اونیل (انگلیسی: Paddie O'Neil؛ ‏ ۱ مهٔ ۱۹۲۶ – ۳۱ ژانویهٔ ۲۰۱۰) بازیگر و خواننده اهل بریتانیا بود.
از فیلم‌هایی که وی در آن‌ها نقش داشته‌است، می‌توان به سحرخیز اشاره نمود.